# Chez le photographe

Chez le photographe est un film français réalisé par Alice Guy en 1900.

## Synopsis
Un homme portant un énorme pot de fleurs se présente chez un photographe de rue pour se faire immortaliser. Celui-ci l’invite à s’installer après s’être débarrassé de son encombrant colis. Le photographe s’installe derrière son appareil pour en faire le réglage mais le monsieur se penche pour récupérer son pot de fleurs, objet apparent de fierté. Patiemment, le photographe le rappelle à l’ordre mais il a à peine commencé à vouloir officier que le monsieur bouge à nouveau. Après de nombreuses remarques polies du photographe suivies aussitôt de nouvelles marques d’indiscipline de la part du client, la séance de pose se termine par une dispute au cours de laquelle l’appareil photographique est renversé.

## Fiche technique
- Titre : Chez le photographe
- Réalisation : Alice Guy
- Société de production : Société L. Gaumont et compagnie
- Pays de production :  France
- Genre : Saynète humoristique
- Durée : 1 minute
- Date de sortie : 1900
- Licence : Domaine public

## Autour du film
Le film est tourné en extérieur.